# Klatovy
Klatovy (în germană Klattau, în latină Clattovia / Glattovia) este un oraș din regiunea Plzeň (vestul Cehiei), la 40 km sud de Plzeň. Orașul a fost fondat de regele Ottokar al II-lea al Boemiei și are o populație de 22.496 de locuitori.

## Personalități
- Bohuslav Balbín, scriitor, istoric, geograf și iezuit
- Josef Dobrovský, filolog și istoric
- Josef Hlávka, arhitect și designer
- Jaroslav Kvapil, poet și dramaturg